# Посёлок отделения № 5 совхоза «Новосергиевский»
отделе́ния № 5 совхо́за «Новосе́ргиевский» — посёлок в Крыловском районе Краснодарского края.
Входит в состав Новосергиевского сельского поселения.

## Население
| 2002 | 2010 |
| ---- | ---- |
| 181  | ↘107 |

## Улицы
| - ул. Пушкина, - ул. Родниковая, | - пер. Светлый, - пер. Школьный. |